# Misterioso (Recorded on Tour)
Misterioso (Recorded on Tour) ist ein Album des Pianisten Thelonious Monk. Die Aufnahmen entstanden bei Liveauftritten seines Quartetts zwischen dem 21. Mai 1963 (Evidence) und dem 27. Februar 1965 (Well You Needn’t), ergänzt um eine Studioaufnahme von Honeysuckle Rose vom 2. März 1965.  Die Aufnahmen erschienen 1965 als Langspielplatte bei Columbia Records und in Reihe Jazz Originals als Compact Disc bei CBS/Sony.

## Hintergrund
Das Album enthält sowohl Monk-Originale als auch eine Reihe von Coverversionen populärer Standards, wie All the Things You Are (1939), Honeysuckle Rose (1929) und I’m Gettin’ Sentimental Over You (1932). Während Misterioso, Light Blue and Evidence noch von Butch Warren und Frankie Dunlop begleitet wurde, spielte der Pianist auf den späteren Titeln mit Larry Gales und Ben Riley.
Der Monk-Biograf Thomas Fitterling mutmaßt, man habe sich bei Columbia zur Veröffentlichung dieses Livematerials 1965 entschlossen, da Thelonious Monk in diesem Jahr nur zwei Mal kurz im Studio war und es nicht genügend Studiomaterial für eine neue Monk-LP gsb. Fitterling spricht auch die nachlässige Edition des Labels an; die Angaben auf dem Cover waren bei vier Titeln fehlerhaft und die Studioaufnahme von Honeysuckle Rose wurde nachträglich mit Beifall versetzt, um sie als Live-Ausgabe auszugeben.
In dieser Zeit entstanden auch die Livemitschnitte Live at the It Club und Live at The Jazz Workshop. Die Aufnahme von Misterioso stammte vom Big Band and Quartet Konzert in der Lincoln Hall von 1963, erschienen auf Big Band and Quartet in Concert (1964). Evidence erschien auch auf dem Album Monk in Tokyo, erstmals erschienen 1969.

## Titelliste

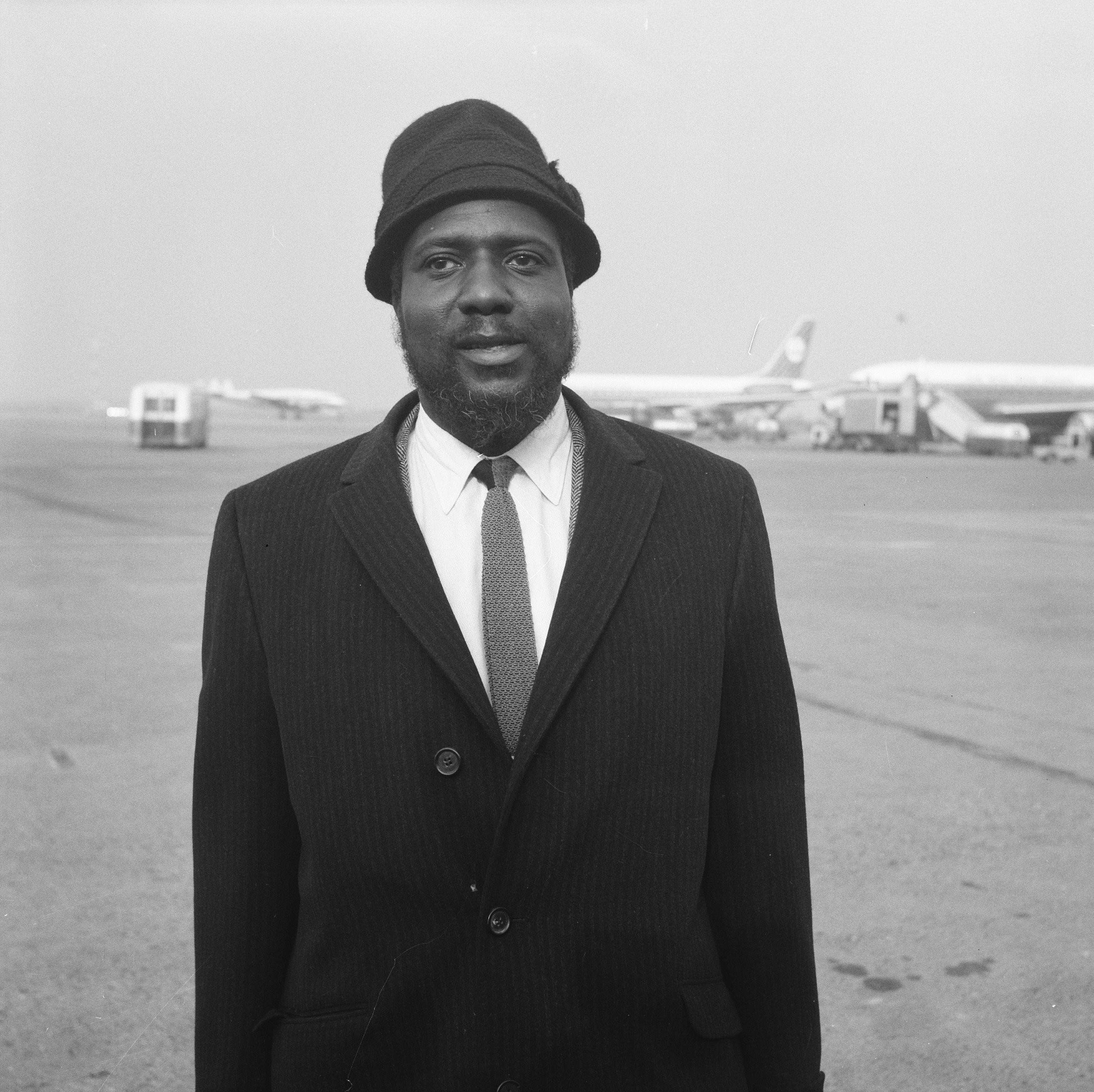
Thelonious Monk vor einem Nachtkonzert im Concertgebouw in Amsterdam. Aufnahme vom 14. Februar 1964

- Thelonious Monk – Misterioso (Recorded on Tour) (Columbia – CL 9216, CL 2416)[2]

A-Seite
1. Well, You Needn’t (Monk) 7:43
2. Misterioso (Monk) 9:42
3. Light Blue (Monk) 5:37
4. I’m Gettin’ Sentimental Over You (George Bassman, Ned Washington) 5:40

B-Seite
1. All the Things You Are (Jerome Kern, Oscar Hammerstein II) 6:42
2. Honeysuckle Rose (Andy Razaf, Fats Waller) 4:38
3. Bemsha Swing (Denzil Best, Th. Monk) 4:06
4. Evidence (Monk) 7:52

### Aufnahmedaten
- Well, You Needn’t: 27. Februar 1965 – Brandeis University, Waltham (Massachusetts)
- Misterioso: 30. Dezember 1964 – Lincoln Center, New York City
- Light Blue: 4. Juli 1963 – Newport Jazz Festival
- I’m Gettin’ Sentimental Over You: 3./4. November 1964 – The Jazz Workshop, San Francisco
- All the Things You Are: 31. Oktober 1964 – The Jazz Workshop, San Francisco
- Honeysuckle Rose: 2. März 1965 Irrtümlich als Livemitschnitt aus dem Village Gate, New York City angegeben, tatsäachlich Studioaufnahme.
- Bemsha Swing: 3./4. November 1964 – The Village Gate
- Evidence: 21. May 1963 – Sankei Hall, Tokyo

## Rezeption
Nach Ansicht von Thomas Fitterling könnte man vermuten, dass – ähnlich wie die Kompilation Always Know (1979), die vor allem Studiotracks nachtrug – auch Misterioso ein „Resteverwerter“ sei. „Tatsächlich ist aber Misterioso eine Zusammenstellung von Live-Material erster Wahl.“ Insgesamt sie es jedoch „eine qualitativ sehr uneinheitliche Platte.“ In Well, You Needn’t wirkten die Soli „disparat und nicht sonderlich inspiriert“; I’m Gettin’ Sentimental Over You sei „gute Clubroutine“. Die Version von Honeysuckle Rose sei lediglich „ein parodistisches Vergnügen“; im Vergleich dazu erweise sich die Einspielung des gleichen Themas auf The Unique (Riverside 1956) eindeutig als die Meisterversion.

## Weblink
- Listung des Albums bei AllMusic (englisch). Abgerufen am 1. Februar 2020.